# Будянский, Дмитрий Аристархович
Дмитрий Аристархович Будянский (1863 — не ранее 1920) — генерал-майор, герой Первой мировой войны, участник Белого движения.

## Биография
Из духовного сословия. Уроженец Киева. Общее образование получил дома.
В службу вступил 17 июля 1881 года. В 1886 году окончил Киевское пехотное юнкерское училище по 2-му разряду, в подпоручики был произведен в 13-й пехотный Белозерский полк (ст. 9.03.1886).
Произведен в штабс-капитаны 1 мая 1897 года, в капитаны — 22 октября 1900 года, в подполковники — 11 сентября 1908 года «за отличие по службе». 2 ноября 1908 года переведен в 14-й пехотный Олонецкий полк, а 14 ноября 1909 года — обратно в 13-й пехотный Белозерский полк. Произведен в полковники 6 мая 1914 года «на вакансию».
В Первую мировую войну вступил в должности начальника хозяйственной части 13-го пехотного Белозерского полка. 28 января 1915 года назначен командиром полка. Удостоен ордена Св. Георгия 4-й степени
За то, что в боях 27—29-го мая 1916 года в районе д.д. Воробьевка—Гладки при атаке правой половины позиции противника на выс. 389, особенно сильно укрепленной германской гвардией, командуя полком и лично находясь под сильнейшим огнем неприятеля, несмотря на жестокое его сопротивление — овладел его позицией, отбив затем на ней многочисленные контр-атаки противника, причем во время атаки этой высоты 27-го мая, — когда части 1-го и 2-го батальонов, занявшие уже первую линию окопов, вследствие контр-атаки во фланг и в тыл с высоты 390, — вновь было с нее отхлынули, но полковник Будянский, явив доблестный пример неустрашимости и присутствия духа, — лично стал во главе отошедших частей и, подкрепив их двумя ротами, сам повел их в атаку, увенчавшуюся полным успехом: полк взял все три линии укрепленных окопов, одно орудие, два миномета, много пулеметов и бомбометов, несколько сот человек пленных и много другой военной добычи.
Пожалован Георгиевским оружием
За то, что в бою 18 авг. 1916 г. у Зборова, когда роты, направленные им для атаки неприятельской укрепленной позиции, попав под страшнейший фланговый артиллерийский и пулеметный огонь, дрогнули, выскочил из наших передовых окопов и лично сам двинул роты вперед; решительность и храбрость генерал-майора Будянского воодушевили людей и они, стремительно бросившись вперед, с налета захватили три линии австрийских окопов и, отбросив противника в дальнейшем преследовании на три версты, заняли высоты 383 и 384. Занятие полком и укрепление этих высот дало возможность в последующие дни отразить ожесточенные атаки превосходных свежих сил противника и прочно утвердиться на захваченных у противника позициях. Трофеями доблестного дела полка были: пленные 15 офицеров, 760 солдат и захват 7 пулеметов, 1 штурмующего орудия, одного миномета, винтовок, патронов и снаряжения.
Произведен в генерал-майоры 9 февраля 1917 года на основании Георгиевского статута. 28 апреля 1917 года назначен командиром 1-й бригады 4-й пехотной дивизии. На 21 сентября 1917 года — командующий той же дивизией.
В Гражданскую войну участвовал в Белом движении на Юге России в составе Добровольческой армии и ВСЮР. В январе 1919 года возглавил формирование 13-го пехотного Белозерского полка при 2-м офицерском генерала Дроздовского полку, а 7 апреля 1919 был назначен командиром возрожденного Белозерского полка. 28 мая (10 июня) 1919 года назначен дежурным генералом штаба Добровольческой армии, 10 (23) июля того же года — генералом для поручений при командующем армией. Со 2 (15) декабря 1919 года состоял в резерве чинов при штабе Добровольческой армии, с 29 февраля 1920 года — в резерве чинов при штабе ВСЮР.
Дальнейшая судьба неизвестна. Был женат, имел двоих детей.

## Награды
- Орден Святого Станислава 3-й ст. (1901)
- Орден Святой Анны 3-й ст. (1905)
- Орден Святого Станислава 2-й ст. (ВП 25.02.1912)
- Орден Святой Анны 2-й ст. (ВП 11.05.1914)
- Орден Святого Владимира 4-й ст.
- мечи и бант к ордену Св. Владимира 4-й ст. (ВП 7.05.1915)
- Орден Святого Владимира 3-й ст. с мечами (ВП 26.10.1915)
- мечи к ордену Св. Анны 2-й ст. (ВП 14.05.1916)
- Орден Святого Георгия 4-й ст. (ВП 25.11.1916)
- Георгиевское оружие (ПАФ 21.09.1917)
- старшинство в чине полковника с 6 мая 1912 года (ВП 5.02.1916)